# Comuna Ternava, Starîi Sambir
Ternava (în ucraineană Тернава) este o comună în raionul Starîi Sambir, regiunea Liov, Ucraina, formată din satele Peatnîțea, Poleana, Rojeve și Ternava (reședința).

## Demografie
Componența lingvistică a comunei Ternava
     Ucraineană (99,67%)
     Alte limbi (0,11%)
Conform recensământului din 2001, majoritatea populației comunei Ternava era vorbitoare de ucraineană (99,67%), existând în minoritate și vorbitori de alte limbi.